# Коваледа
Коваледа (шп. Covaleda) је општина у покрајини Сорија у аутономној заједници Кастиља и Леон.